# Teoria di gauge
Una teoria di gauge (pronuncia [ˈɡeɪʤ]) è un tipo di teoria dei campi in cui la lagrangiana del sistema rimane invariata dopo l'applicazione di trasformazioni delle coordinate definite localmente. Tali trasformazioni sono dette simmetrie locali.
Molte importanti teorie fisiche sono descritte da lagrangiane che sono invarianti rispetto a un qualche gruppo di trasformazioni di simmetria. Quando la trasformazione è identica per ogni punto dello spazio in cui avvengono i fenomeni fisici della teoria, si parla di simmetria globale. Al contrario, le teorie di gauge sono caratterizzate dalla presenza di simmetrie locali, nelle quali i parametri della trasformazione variano a seconda del punto dello spazio. Questo è un vincolo più stringente che viene imposto a partire dall'esistenza di una simmetria globale. In questo senso una teoria di gauge dà origine alle interazioni fisiche dalle simmetrie, fornendone un'adeguata struttura matematica.
L'importanza delle teorie di gauge per la fisica nasce dall'enorme successo di questo formalismo matematico nel descrivere in un quadro teorico unificato le teorie di campo quantistico di tre delle quattro forze fondamentali della natura: l'elettromagnetismo, l'interazione debole e l'interazione forte. Questo quadro teorico, noto come modello standard, è una teoria di gauge con gruppo di gauge SU(3) × SU(2) × U(1). Anche altre teorie moderne, come la teoria delle stringhe e certe formulazioni della relatività generale, sono, in un modo o nell'altro, teorie di gauge.

## Storia
La prima teoria fisica che presentava una simmetria di gauge fu la teoria elettrodinamica di Maxwell; tuttavia l'importanza di questa simmetria delle equazioni di Maxwell non fu messa in rilievo nelle prime formulazioni. Dopo lo sviluppo da parte di Einstein della relatività generale, Hermann Weyl, in un tentativo di unificare tale teoria all'elettromagnetismo, ipotizzò che la Eichinvarianz, o invarianza al variare della scala di misura (appunto gauge in inglese) poteva essere anche una simmetria locale della teoria della relatività generale; purtroppo gli sviluppi di questa congettura portarono a risultati fisicamente inaccettabili. Tuttavia, dopo l'avvento della meccanica quantistica, Weyl, Fock e London scoprirono che quella stessa idea poteva essere sviluppata alla luce dei nuovi concetti: cambiare il fattore di scala con una quantità complessa e sostituire la trasformazione di scala con una trasformazione di fase, cioè una simmetria di gauge U(1),  spiegava elegantemente l'effetto di un campo elettromagnetico sulla funzione d'onda di una particella quantistica elettricamente carica. Questa fu la prima teoria di gauge della storia.
Durante gli anni cinquanta, tentando di mettere ordine nel gran caos di fenomeni ancora non spiegati della fisica delle particelle elementari, Chen Ning Yang e Robert Mills introdussero teorie di gauge non-abeliane come modelli per comprendere l'interazione forte che tiene uniti i nucleoni nei nucleo atomico. Generalizzando l'invarianza di gauge dell'elettromagnetismo, essi cercarono di costruire una teoria, basata sull'azione del gruppo di simmetria non-abeliano SU(2) sul doppietto di isospin formato da protoni e neutroni, che fosse simile alla teoria di Weyl, Fock e London sull'azione del gruppo U(1) sui campi spinoriali dell'elettrodinamica quantistica. Questa idea trovò applicazione, più tardi, nella teoria di campo dell'interazione debole e nell'unificazione di tale teoria con l'elettromagnetismo nella teoria elettrodebole.
L'interesse per le teorie di gauge divenne anche maggiore quando venne dimostrato che le loro versioni non-abeliane possedevano una proprietà detta libertà asintotica, che si supponeva essere una caratteristica fondamentale dell'interazione forte. Questo fatto diede l'avvio alle ricerche di una teoria di gauge per quest'ultima interazione, che portarono alla formulazione della cromodinamica quantistica; questa è una teoria di gauge per l'azione del gruppo SU(3) sulle terne di colore dei quark. Il modello standard unifica le descrizioni dell'elettromagnetismo, delle interazioni deboli e delle interazioni forti nel formalismo delle teorie di gauge.
Nel 1983 Simon Donaldson usò strumenti sviluppati nella teoria di gauge (gli istantoni) per dimostrare che la classificazione differenziabile delle varietà quadrimensionali lisce è molto diversa dalla loro classificazione a meno di omeomorfismi e mostra strutture differenziabili esotiche in uno spazio euclideo a quattro dimensioni. Questo ha portato i matematici a interessarsi per loro conto alle teorie di gauge, indipendentemente dal loro successo in fisica teorica. Nel 1994 Edward Witten e Nathan Seiberg hanno messo a punto alcune tecniche per le teorie di gauge basate sulla supersimmetria, che ha permesso il calcolo di alcuni invarianti topologici; questi contributi alla matematica provenienti dalle teorie di gauge hanno portato a un rinnovato interesse per gli studi in quest'area.

## Formalismo matematico
Matematicamente, un gauge è un certo grado di libertà all'interno di una teoria i cui effetti esterni non sono osservabili. Una trasformazione di gauge è quindi una trasformazione di questo grado di libertà che non modifica nessuna proprietà fisica osservabile. Le teorie di gauge sono di solito elaborate e discusse con gli strumenti matematici della geometria differenziale. Più precisamente, una scelta di gauge è la scelta di una sezione (locale) di un certo fibrato principale. Una trasformazione di gauge è inoltre una trasformazione tra due diverse sezioni.
Preso un fibrato principale {\displaystyle P} il cui spazio base è lo spazio tridimensionale o lo spaziotempo e il suo gruppo strutturale è un gruppo di Lie, allora è definita un'azione del gruppo di gauge sullo spazio delle sezioni lisce di {\displaystyle P}.
È possibile definire una connessione (connessione di gauge) sul fibrato principale, ottenendo una 1-forma {\displaystyle A} con valori su un'algebra di Lie, che in fisica è detta potenziale di gauge. Con questa 1-forma si può costruire una 2-forma {\displaystyle F}, chiamata forza di campo (field strength), con:
{\displaystyle \mathbf {F} =d\mathbf {A} +\mathbf {A} \wedge \mathbf {A} }
dove {\displaystyle d} sta per la derivata esterna e {\displaystyle \wedge } sta per il prodotto esterno.
Le trasformazioni di gauge infinitesimali formano un'algebra di Lie che è caratterizzata da uno scalare (0-forma) continuo {\displaystyle \varepsilon } a valori compresi in un'algebra di Lie. Sotto queste trasformazioni di gauge infinitesimali:
{\displaystyle \delta _{\varepsilon }\mathbf {A} :=[\varepsilon ,\mathbf {A} ]-d\varepsilon }
dove {\displaystyle [.,.]} denota il prodotto di Lie.
Un fatto pregevole consiste nel fatto che {\displaystyle \delta _{\varepsilon }X=\varepsilon X} implichi che {\displaystyle \delta _{\varepsilon }DX=\varepsilon DX}, dove {\displaystyle D} è la derivata covariante:
{\displaystyle DX:=dX+\mathbf {A} X~}
Inoltre, {\displaystyle \delta _{\varepsilon }\mathbf {F} =\varepsilon \mathbf {F} }, e questo significa che {\displaystyle \mathbf {F} } si trasforma in modo covariante.
Occorre fare attenzione che, in generale, non tutte le trasformazioni di gauge possono essere generate da trasformazioni di gauge infinitesimali: per esempio quando la varietà base è una varietà compatta senza frontiera tale che la classe di omotopia delle applicazioni di quella varietà sul gruppo di Lie è non banale. Si veda, per esempio, gli istantoni.
L'azione di Yang-Mills è data ora da:
{\displaystyle {\frac {1}{4g^{2}}}\int \operatorname {Tr} (*F\wedge F)}
dove * sta per l'operatore di Hodge e l'integrale è definito come nella geometria differenziale.
Una quantità gauge-invariante, cioè invariante sotto le trasformazioni di gauge, è una linea di Wilson, che è definita su un qualunque cammino chiuso {\displaystyle \gamma } in questo modo:
{\displaystyle \chi ^{(\rho )}({\mathcal {P}}\{e^{\int _{\gamma }A}\})}
dove {\displaystyle \chi } è il carattere di una rappresentazione complessa {\displaystyle \rho }, e {\displaystyle {\mathcal {P}}} rappresenta l'operatore di cammino ordinato.

## Teoria di gauge classica
Nel seguito si mostrano alcuni aspetti della teoria classica, definendo i concetti di gruppo di gauge, campo di gauge, lagrangiana di interazione e bosone di gauge.

### Teoria di gauge scalare O(n)
Quanto segue mostra come l'invarianza di gauge locale viene postulata a partire da proprietà di simmetria globale, e come questo porta a un'interazione fra campi che in origine non interagiscono.
Si prenda un insieme di n campi scalari non interagenti, con masse m uguali. Questo sistema è descritto da un'azione pari alla somma delle normali azioni per i diversi campi scalari {\displaystyle \phi _{i}}:
{\displaystyle {\mathcal {S}}=\int \,d^{n}x{\Biggl (}{\frac {1}{2}}\sum _{i=1}^{n}\partial _{\mu }\phi _{i}\partial ^{\mu }\phi _{i}-{\frac {1}{2}}\sum _{i=1}^{n}m^{2}\phi _{i}^{2}{\Biggr )}}
Introducendo un vettore di campi:
{\displaystyle \ \Phi =(\phi _{1},\phi _{2},\ldots ,\phi _{n})}
la lagrangiana si può riscrivere così:
{\displaystyle {\mathcal {L}}={\frac {1}{2}}(\partial _{\mu }\Phi )^{T}\partial ^{\mu }\Phi -{\frac {1}{2}}m^{2}\Phi ^{T}\Phi }
Ora è evidente che, quando {\displaystyle G} è una matrice costante che appartiene al gruppo ortogonale n-dimensionale {\displaystyle O(n)}, la lagrangiana è invariante sotto la trasformazione:
{\displaystyle \Phi \mapsto G\Phi }
Questa è la simmetria globale di questa particolare lagrangiana, e il gruppo di simmetria è chiamato spesso il gruppo di gauge. Si noti per inciso che il teorema di Noether implica che l'invarianza rispetto a questo particolare gruppo di trasformazioni porti alla conservazione della corrente:
{\displaystyle \ J_{\mu i}^{a}=\sum _{j}T_{ij}^{a}\partial _{\mu }\phi _{j}}
dove le matrici {\displaystyle T^{a}} sono i generatori del gruppo {\displaystyle O(n)}. C'è una corrente conservata per ogni generatore.
Ora, si postuli che questa lagrangiana debba avere un'invarianza {\displaystyle O(n)} locale: questo implica che le matrici {\displaystyle G}, che in precedenza avevamo visto essere costanti) dovrebbero poter diventare funzioni delle coordinate spaziotemporali {\displaystyle x}.
Purtroppo le matrici {\displaystyle G} non "passano attraverso la derivazione", cioè quando {\displaystyle G=G(x)} si ha:
{\displaystyle \ \partial _{\mu }(G\Phi )^{T}\partial ^{\mu }G\Phi \neq \partial _{\mu }\Phi ^{T}\partial ^{\mu }\Phi }
Questo suggerisce di definire una derivata {\displaystyle D} tale che:
{\displaystyle \ D_{\mu }(G(x)\Phi (x))=G(x)\partial _{\mu }\Phi }
Si può facilmente verificare che una derivata con questa proprietà (detta derivata covariante) è:
{\displaystyle \ D_{\mu }=\partial _{\mu }-(\partial _{\mu }G(x))G^{-1}(x)=\partial _{\mu }+gA_{\mu }(x)}
dove il campo di gauge {\displaystyle A(x)} è definito come:
{\displaystyle \ A_{\mu }(x):={\frac {1}{g}}G(x)\partial _{\mu }G^{-1}(x)=\sum _{a}A_{\mu }^{a}(x)T^{a}}
e {\displaystyle g} è noto come la carica, una costante di accoppiamento che definisce la forza di un'interazione.
A questo punto si è individuata una lagrangiana localmente gauge-invariante:
{\displaystyle {\mathcal {L}}_{loc}={\frac {1}{2}}(D_{\mu }\Phi )^{T}D^{\mu }\Phi -{\frac {1}{2}}m^{2}\Phi ^{T}\Phi }
La differenza fra questa e la lagrangiana originale, che invece era globalmente gauge-invariante, viene chiamata lagrangiana di interazione:
{\displaystyle {\mathcal {L}}_{int}={\frac {g}{2}}(\Phi ^{T}A_{\mu }^{T}\partial ^{\mu }\Phi +(\partial _{\mu }\Phi )^{T}A^{\mu }\Phi )+{\frac {g^{2}}{2}}(A_{\mu }\Phi )^{T}(A^{\mu }\Phi )}
Questo termine introduce interazioni fra gli n campi scalari come risultato dell'imposizione dell'invarianza di gauge locale. Nella versione quantizzata di questa teoria di campo classica, i quanti del campo di gauge {\displaystyle A(x)} sono chiamati bosoni di gauge. L'interpretazione della lagrangiana di interazione nella teoria di campo quantistica concerne bosoni scalari che interagiscono scambiandosi i bosoni di gauge.

### La lagrangiana per il campo di gauge
Il quadro della teoria di gauge classica è quasi completo: manca solo di conoscere il valore del campo di gauge {\displaystyle A(x)} in ogni punto dello spazio-tempo, come richiesto dalla definizione delle derivate covarianti {\displaystyle D}. Invece di specificare il valore del campo in ogni punto manualmente, cioè assegnando valori in tutti i punti, si può esprimerlo come la soluzione di un'equazione di campo: ponendo inoltre l'ulteriore requisito che anche la lagrangiana che genera l'equazione di campo sia localmente gauge-invariante, la forma più generale della lagrangiana per il campo di gauge si può scrivere convenzionalmente come:
{\displaystyle {\mathcal {L}}_{gf}=-{\frac {1}{4g^{2}}}\operatorname {Tr} (F^{\mu \nu }F_{\mu \nu })}
con
{\displaystyle \ F_{\mu \nu }:=[D_{\mu },D_{\nu }]}
e prendendo la traccia sullo spazio vettoriale degli n campi.
A questo punto la lagrangiana completa per la teoria di gauge {\displaystyle O(n)} si può scrivere:
{\displaystyle {\mathcal {L}}={\mathcal {L}}_{loc}+{\mathcal {L}}_{gf}={\mathcal {L}}_{global}+{\mathcal {L}}_{int}+{\mathcal {L}}_{gf}}

## Elettrodinamica
Come applicazione semplice del formalismo sviluppato finora, si consideri il caso dell'elettrodinamica, con il solo campo dell'elettrone. In definitiva, l'azione che genera l'equazione di Dirac del campo dell'elettrone è, per convenzione:
{\displaystyle {\mathcal {S}}=\int d^{4}x\,{\bar {\psi }}(i\gamma _{\mu }\partial ^{\mu }-m)\psi }
La simmetria globale di questo sistema è:
{\displaystyle \ \psi \mapsto e^{i\theta }\psi }
Qui il gruppo di gauge è U(1), cioè il gruppo a un solo parametro corrispondente al solo angolo di fase del campo, con {\displaystyle \theta } costante nello spazio.
Localizzare questa simmetria implica la sostituzione della costante {\displaystyle \theta } con {\displaystyle \theta (x)}.
Una derivata covariante appropriata è allora:
{\displaystyle \ D_{\mu }:=\partial _{\mu }+ieA_{\mu }}
Identificando la carica {\displaystyle e} con l'usuale carica elettrica (questa è l'origine dell'uso del termine "carica" nelle teorie di gauge), e il campo di gauge {\displaystyle A(x)} con il potenziale quadrivettore del campo elettromagnetico, si ottiene una lagrangiana di interazione:
{\displaystyle {\mathcal {L}}_{int}:={\bar {\psi }}(x)\gamma _{\mu }\psi (x)A^{\mu }(x)=J_{\mu }(x)A^{\mu }(x)}
dove {\displaystyle J^{\mu }(x)} è l'usuale quadricorrente. Quindi il principio di gauge ha l'effetto di introdurre in modo naturale il cosiddetto accoppiamento minimo del campo elettromagnetico con il campo dell'elettrone.
Aggiungendo una lagrangiana per il campo di gauge {\displaystyle A(x)} costruita con il tensore di forza del campo, esattamente come nell'elettrodinamica, si ottiene la lagrangiana che si usa come punto di partenza nell'elettrodinamica quantistica:
{\displaystyle {\mathcal {L}}={\bar {\psi }}(i\gamma _{\mu }D^{\mu }-m)\psi -{\frac {1}{4}}F_{\mu \nu }F^{\mu \nu }}